# Joshua Huppertz
Joshua Huppertz (* 10. November 1994 in Aachen) ist ein deutscher Radrennfahrer.

## Sportliche Laufbahn
2015 sowie 2016
wurde Joshua Huppertz deutscher Vize-Meister im Mannschaftszeitfahren. 2016 belegte er zudem Rang drei in der Gesamtwertung der Rad-Bundesliga, 2017 wurde er erneut Dritter. Bei den Straßen-Europameisterschaften 2017 im dänischen Herning belegte er im Straßenrennen der Elite den 42. Platz.
Im Jahr 2018 gewann Huppertz das Arno Wallaard Memorial im Spurt einer fünfköpfigen Spitzengruppe und damit seinen ersten internationalen Wettbewerb. Bei den Straßenradsport-Europameisterschaften 2018 in Glasgow (Schottland), im Rahmen der European Championships, belegte er im Straßenrennen den 17. Platz.
2024 entschied Joshua Huppertz die Gesamtwertung der Rad-Bundesliga für sich.

## Erfolge
2017
- Deutscher Meister – Mannschaftszeitfahren

2018
- Arno Wallaard Memorial

2021
- eine Etappe Czech Cycling Tour

2024
- Gesamtwertung der Rad-Bundesliga